# Pandoravenator fernandezorum
Pandoravenator fernandezorum es la única especie conocida del género extinto Pandoravenator de dinosaurio terópodo tetanurano que vivió a finales del período Jurásico, hace aproximadamente 157 millones de años, durante el Oxfordiense al Kimmeridgiense, en lo que es hoy Sudamérica. Los fósiles, un esqueleto postcraneal fragmentado, de este dinosaurio fueron descubiertos en los sedimentos de la Formación Cañadón Calcáreo de la Provincia de Chubut en la Patagonia central de la Argentina. Fueron descritos científicamente en 2017 por los paleontólogos Oliver Rauhut y Diego Pol. El tipo y única especie conocida es Pandoravenator fernandezorum.

## Descripción
Dada la naturaleza fragmentaria del material, ha resultado difícil dar una estimación exacta de la longitud. Es un terópodo de tamaño pequeño a mediano, de varios metros de largo. Los descriptores pudieron identificar algunas características distintivas. Estas son las autapomorfias, propiedades derivadas únicas. El hueso del tobillo tiene dos protuberancias en la parte inferior delantera, adyacentes a la interfaz con el hueso del talón. En el tobillo, la parte delantera del cuerpo principal está separada de la superficie inferior por una ranura transversal delantera. La rama ascendente del tobillo tiene una cresta transversal pero es muy baja a solo un tercio de la altura del cuerpo principal, mientras que el perfil es triangular en vista frontal y la rama está inclinada hacia afuera. El metatarsiano se aproxima al estado arctometatarsiano en que la diáfisis del tercer hueso metatarsiano está fuertemente comprimida por las diáfisis del segundo y cuarto hueso metatarsiano, pero se diferencia de eso en que es precisamente la superficie superior la que no está comprimida.
El material asignado muestra su propio autapomorfismo. En las vértebras caudales posteriores, los procesos articulares posteriores se alargan de modo que se superponen a la mitad del cuerpo vertebral posterior. El estiramiento de las vértebras caudales indica una cola larga y delgada. Las proyecciones articulares alargadas indican un endurecimiento de la cola.

## Descubrimiento e investigación
A 12 kilómetros al norte de la vereda Cerro Cóndor, en la margen occidental del Río Chubut, se descubrió un yacimiento fósil que ha dado tantos huesos que se bautizó como  la "Caja de Pandora". En 2002 el paleontólogo alemán Oliver Walter Mischa Rauhut, junto con un equipo del Museo Paleontológico Egidio Feruglio, se encontró vértebras caudales posteriores todavía unidas a sus galones. Los huesos yacían en la superficie del fondo de un cañón y estaba claro que debían haber sido arrojados por la pared del acantilado, donde hay una capa fosilizada de arenisca cinco metros más arriba. El examen intensivo al día siguiente encontró algunos fragmentos vertebrales más, pero no fue posible determinar la posición en la pared donde se estaba erosionando el resto del esqueleto. Enero de 2009 Rauhut encontró partes de las patas traseras en la parte inferior en un área de 2 metros cuadrados que se habían deslizado hacia abajo mientras tanto, pero todavía no pudo encontrar el esqueleto en sí. En 2017, su colega Diego Pol encontró una articulación de tobillo y dedos de los pies. Estos resultaron ser tan diferentes que se decidió nombrar una nueva especie.
En 2017, Rauhut y Pol nombraron y describieron la especie tipo Pandoravenator fernandezorum. El nombre del género vincula una referencia a la Caja de Pandora con venator del latín, "cazador". La especie duna rinde homenaje a la familia Fernández, a los propietarios, en particular a Daniel Fernández, al fallecido Victoriano Fernández, y a las hijas e hijos de este último, en especial a Abel Fernández, que han apoyado conjuntamente la investigación durante un período de 20 años.
Los huesos se encontraron en un área de seis por ocho metros. Aunque se creía que todos pertenecían a un individuo al que se le asignó el número de inventario MPEF PV 1773, por precaución, solo la mayoría de las partes de las patas traseras se designaron como holotipo con los subnúmeros MPEF PV 1773-3 a 18, 27, 28. Los huesos restantes de la serie MPEF PV 1773-1 a 37 se asignaron a la especie. Entonces ni siquiera son paratipos. El holotipo se encontró en una capa de la formación Cañadón Calcáreo que data del Oxfordiense al Kimmeridgiense, aproximadamente 157 millones de años. Consiste en un esqueleto parcial sin cráneo. De las patas traseras se ha conservado una porción del eje superior de la espinilla izquierda, los huesos alrededor de la articulación de la rodilla derecha, los huesos por encima de la articulación del tobillo derecho, el cuarto tarso derecho inferior, la parte superior del cuarto metatarsiano derecho, el tercer y cuarto tarso izquierdo, los lados superiores del segundo, tercer y cuarto hueso metatarsiano, la parte inferior del segundo, tercer y cuarto hueso metatarsiano derecho, la parte superior de la primera falange del segundo y cuarto dedo del pie derecho, la primera garra del pie derecho, la parte inferior del segundo y tercer metatarsiano izquierdo, piezas de cinco falanges, una garra del pie y el eje de un hueso largo no identificable, quizás un peroné.

## Clasificación
Pandoravenator se colocó en el Tetanurae muy básicamente. El tobillo, según Rauhut, tendría una construcción que se sitúa entre la morfología más original que conserva el Ceratosauria y la de las tetanuras más derivadas. La parte inferior de la espinilla es ancha y triangular, con una cresta oblicua de la mitad del ancho, como Ceratosaurus. De manera similar, la rama ascendente del hueso del tobillo es baja y triangular. Sin embargo, las cúspides articulares inferiores del hueso del tobillo se superponen al borde inferior de la tibia de tal manera que forman un ángulo hacia adelante y hacia abajo, una característica típica de los tetanuros.